# Miiko Taka

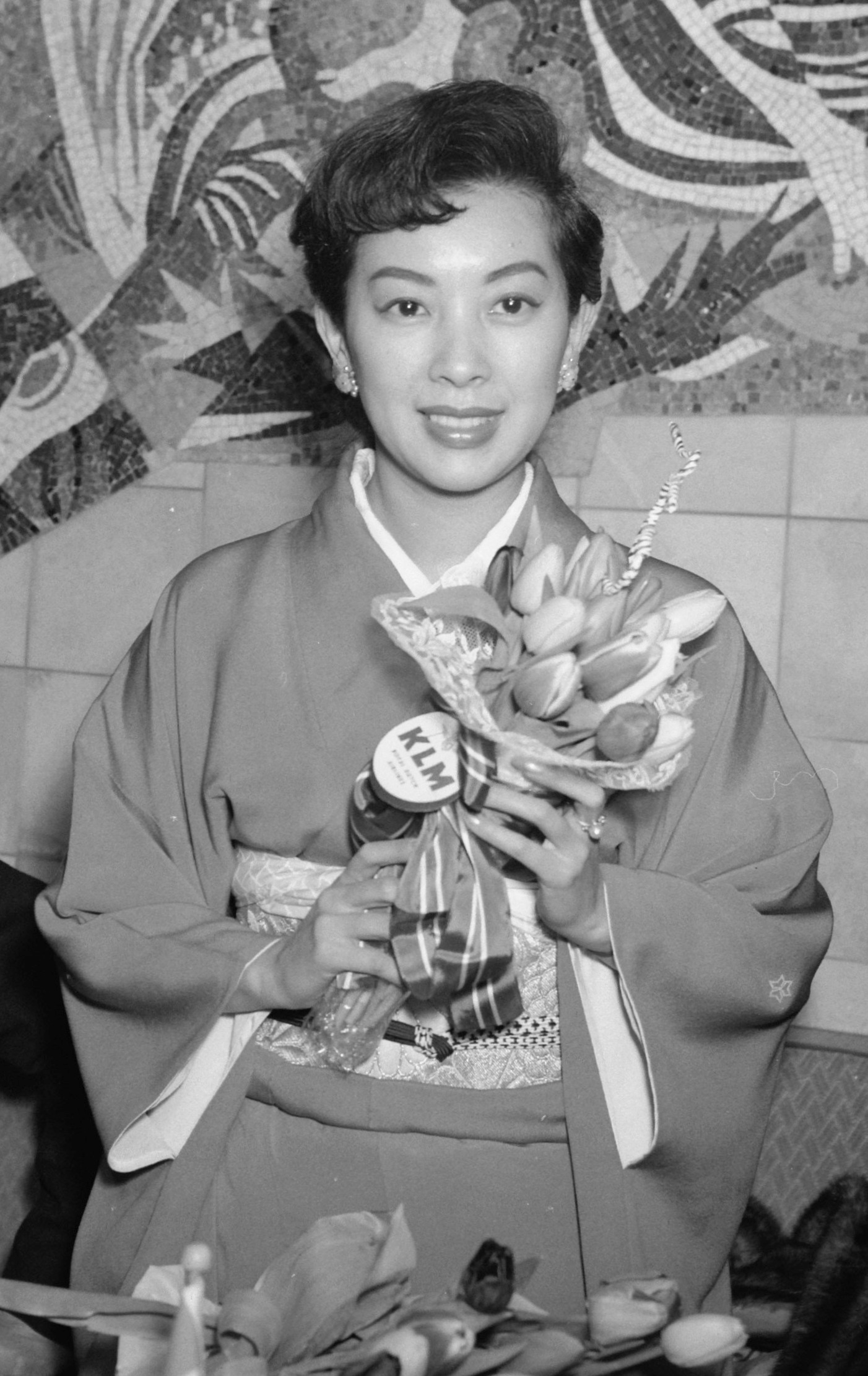
Miiko Taka, 1958

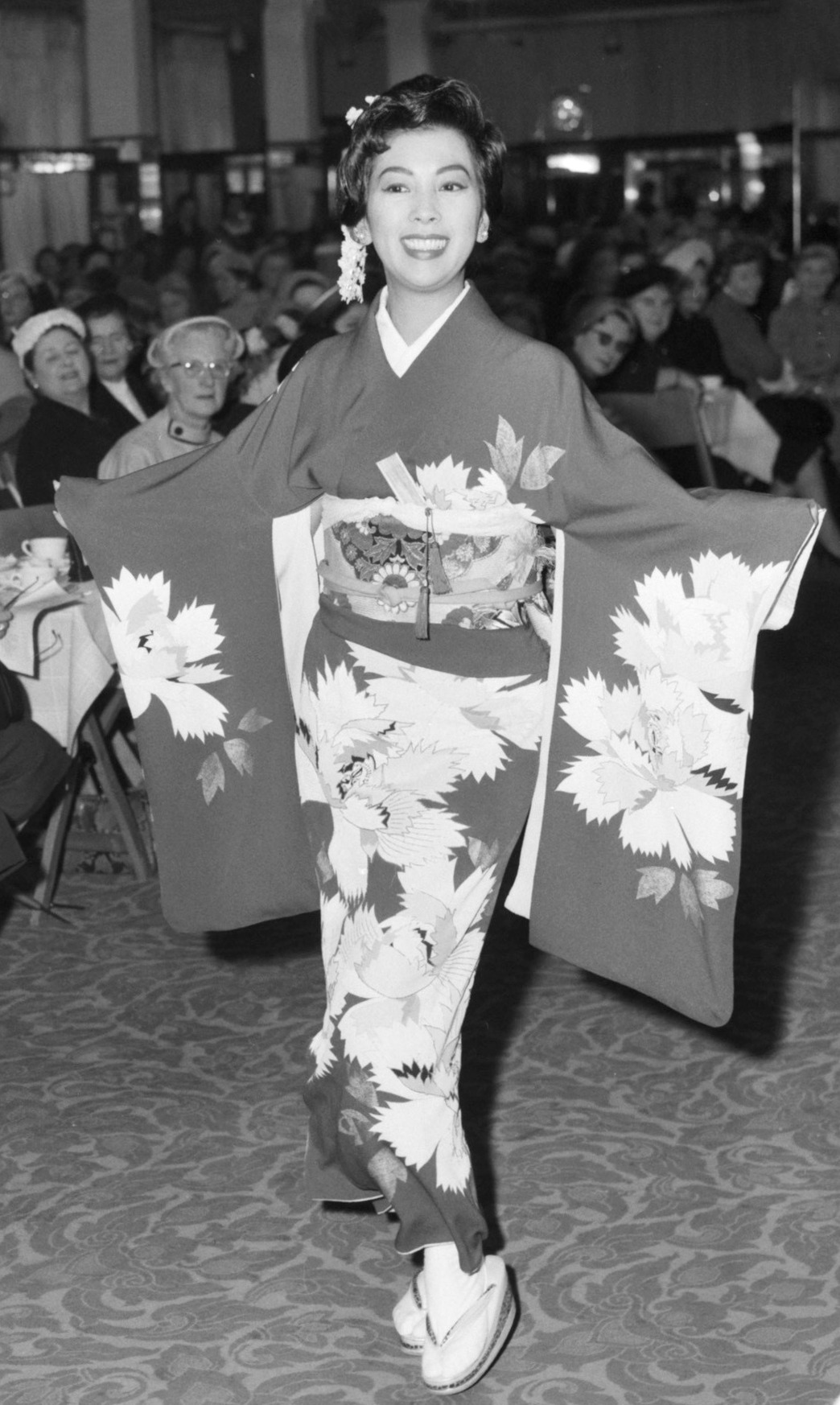
Miiko Taka, 1958

Miiko Taka (jap. 高美以子, Taka Miiko, * 24. Juli 1925 in Seattle, Washington; † vor oder am 4. Januar 2023) war eine US-amerikanische Schauspielerin japanischer Herkunft, bekannt aus dem Film Sayonara (1957) als Hana-Ogi.

## Leben und Karriere
Taka wuchs in Los Angeles in Kalifornien auf, ihre Eltern waren aus Japan immigriert. Sie machte ihren Abschluss 1943 an der Los Angeles High School. Regisseur Joshua Logans erste Wahl für die Rolle in Sayonara fiel auf Audrey Hepburn, die jedoch ablehnte; Logan suchte danach nach einer unbekannten Schauspielerin. Taka, die zu der Zeit als Angestellte in einem Reisebüro in Los Angeles arbeitete, wurde von einem Talentsucher in einem lokalen Nisei Festival entdeckt. Obwohl sie keine vorherige schauspielerische Erfahrung hatte, erhielt sie positive Kritiken. Warner Brothers gab ihr daraufhin einen Vertrag. Nach Sayonara trat Taka in verschiedenen Filmen und Fernsehserien an der Seite von unter anderem James Garner, Bob Hope, Cary Grant und Toshirō Mifune auf. Zuletzt stand sie 1982 für Wenn er in die Hölle will, laß ihn gehen vor der Kamera. Für Mifune und Akira Kurosawa fungierte sie auch bei deren Besuchen in Hollywood als Übersetzerin.
Taka heiratete 1944 in Baltimore den ebenfalls japanischstämmigen Schauspieler Dale Ishimoto (1923–2004). Das Paar bekam zwei Kinder; die Ehe wurde 1958 geschieden. 1963 heiratete Taka den Fernsehregisseur Lennie Blondheim.

## Filmografie (Auswahl)
- 1957: Sayonara
- 1960: Brennpunkt Burma (Operation Bottleneck)
- 1960: Ein Haus in Yokoshimi (Cry for happy)
- 1960: Aus der Hölle zur Ewigkeit (Hell to Eternity)
- 1963: Staatsaffären (A Global Affair)
- 1965: The Art of Love
- 1966: Nicht so schnell, mein Junge (Walk, Don’t Run)
- 1968: Die sechs Verdächtigen (The Power)
- 1973: Der verlorene Horizont (Lost Horizon)
- 1974: Richter Dee und der Klostermörder (Judge Dee and the Monastery Murders)
- 1975: Papier Tiger
- 1978: The Big Fix
- 1980: Shogun (Fernsehserie, 5 Folgen)
- 1982: Wenn er in die Hölle will, laß ihn gehen (The Challenge)